# Schlickerbach
Der Schlickerbach, auch Schlicker Bach, ist ein Wildbach in Tirol (Österreich), welcher im Gemeindegebiet von Telfes in der Schlick entspringt und im Gemeindegebiet von Fulpmes in die Ruetz mündet. Jahrhundertelang war der Schlickerbach wegen seiner Hochwässer und der Schäden, die er im Ortsgebiet von Fulpmes anrichtete, gefürchtet. In Fulpmes wurde der Schlickerbach immer auch zur Energiegewinnung für die dort ansässige Eisenindustrie genutzt. Als zu Beginn des 19. Jahrhunderts wieder einmal ein verheerendes Hochwasser Schäden in Fulpmes anrichtete, drang Kunde hiervon bis nach München, und der bayerische König ließ eine Spendensammlung veranstalten, durch die eine erste Wildwasserverbauung am Schlickerbach geschaffen werden konnte. Diese Verbauung wurde vom damaligen Ortsvorsteher von Fulpmes Michael Pfurtscheller geleitet. Die Verbauung des Schlickerbaches mit einer großen Sperrmauer und einer kompletten Bachbettverbauung konnte erst in den 1990er Jahren abgeschlossen werden.
In seinem Oberlauf stellt der Schlickerbach heute auch die Wasserversorgung von Fulpmes und Telfes sicher. Der Schlickerbach wird zur Gewinnung von elektrischer Energie genutzt.